# 生駒郵便局
生駒郵便局（いこまゆうびんきょく）は奈良県生駒市にある郵便局。民営化前の分類では集配普通郵便局であった。

## 概要
住所：〒630-0299 奈良県生駒市谷田町1234-1

### 併設施設
- ゆうちょ銀行生駒店（大阪支店生駒出張所）：取扱店番号450550

## 沿革
- 1874年（明治7年）7月 - 谷田（たにだ）郵便取扱所として開設[1]。
- 1875年（明治8年）1月1日 - 谷田郵便局（五等）となる[1]。
- 1885年（明治18年）10月1日 - 貯金取扱を開始[1]。
- 1891年（明治24年）7月2日 - 生駒郵便局に改称[1]。
- 1892年（明治25年）5月16日 - 為替取扱を開始[1]。
- 1961年（昭和36年）10月29日 - 電話交換、和文電報配達、国内欧文電報受付・配達および国際電報受付・配達の各業務を生駒電報電話局に移管[2]。
- 1967年（昭和42年）9月1日 - 特定郵便局から普通郵便局に局種別改定。
- 1971年（昭和46年）11月1日 - 生駒郡生駒町が市制し生駒市へ。
- 1983年（昭和58年）12月4日 - 生駒市山崎新町から同市谷田町に移転。跡地は現在は市営駐輪場となっている。代替として、生駒本町郵便局を西へ100mに設置。
- 1998年（平成10年）9月1日 - 外国通貨の両替および旅行小切手の売買に関する業務取扱を開始。
- 2006年（平成18年）9月25日 - 高山郵便局（〒630-0199→〒630-0131）から集配業務を移管[3]。
- 2007年（平成19年）10月1日 - 民営化に伴い、併設された郵便事業生駒支店、ゆうちょ銀行生駒店に一部業務を移管。
- 2012年（平成24年）10月1日 - 日本郵便株式会社発足に伴い、郵便事業生駒支店を生駒郵便局に統合。

## 取扱内容

### 生駒郵便局
- 郵便、印紙、ゆうパック、内容証明
- 生命保険、バイク自賠責保険、自動車保険
- 「630-01xx」「630-02xx」区域（生駒市（全域）および大阪府東大阪市（上石切町の一部、山手町の一部））の集配業務
- ゆうゆう窓口

### ゆうちょ銀行生駒店
- 貯金、貸付、為替、振替、振込、国際送金、外貨両替、国債、投資信託、変額年金保険
- ATM

## 風景印
- 図案は生駒山上遊園地飛行塔・テレビ塔・桜。局名表記は「生駒」
- 使用開始日は1967年（昭和42年）10月5日

## 周辺
- 万代生駒店
- 生駒警察署

## アクセス
- 近鉄生駒駅から徒歩約10分
- 奈良交通バス 生駒郵便局停留所からすぐ
- 阪奈道路 生駒ICから南へ約700m
- 駐車場あり：14台